# Palacio de la Bahía
El Palacio de Bahía es un palacio y un conjunto de jardines situados en Marrakech, Marruecos. Fue construido a finales del siglo XIX, primero por Si Musa, gran visir del sultán alauí Mohammed IV, a finales de la década de 1860, y más tarde ampliado por su hijo Bad Ahmed ibn Musa, gran visir del sultán Abd al-Aziz entre 1894 y 1900. Actualmente es un monumento histórico y una atracción turística de la ciudad.

## Historia

### Primera construcción
Si Musa descendía de una familia de esclavos negros que servía al gobierno marroquí y que alcanzó un alto puesto en la administración del país. Primero fue hayib y después gran visir de Mohammed IV de Marruecos, quien reinó entre 1859 y 1873, comenzando la construcción a finales de la década de 1860.
Entre las zonas existentes del palacio a día de hoy, el "gran riad" o gran jardín y sus habitaciones anexas en la parte norte del palacio datan de la época de Si Musa, por lo que es conocida como Dar Si Moussa. Las dos cámaras en los extremos oriental y occidental del jardín contienen inscripciones de los años 1866 y 1867.

### Ampliación de Ba Ahmed
Ahmad ibn Musa, también conocido como Ba Ahmed, fue hayib del sultán Hasán I y, tras su muerte, aseguró el acceso al trono de su hijo Abd al-Aziz en 1894, nombrándolo gran visir. Debido a la minoría de edad del monarca, Ba Ahmed se convirtió en el gobernante de facto de Marruecos hasta su muerte en 1900.
Amplió progresivamente el palacio de su padre durante sus años como gran visir (1894-1900), a la vez que iba adquiriendo nuevas tierras. Su hermano Si Sa'id construyó su propio palacio al norte, el Dar Si Said, que actualmente funciona como museo.
Ba Ahmed construyó la mayor parte meridional del palacio de Bahía con pequeños patios y los jardines del riad. El Gran Patio, pavimentado con mármol, es uno de los espacios más grandes del palacio actualmente y fue construido entre 1896 y 1897. En la zona oriental creó un gran parque y jardín con una gran alberca al que podía accederse desde el exterior con un puente. El arquitecto fue Muhammad ibn Makki al-Misfiwi, de la ciudad de Safi. La ampliación del palacio ocupó parte del barrio de Mellah, el antiguo barrio judío, e incluso cambió el urbanismo. El palacio albergaba a sus sirvientes, sus esclavos y su harem. El nombre al-Bahia significa "la brillante", que era el nombre de su esposa favorita. Todo el complejo fue construido al mismo nivel, ya que el físico de Ba Ahmed era obeso y le resultaba complejo subir y bajar escaleras.

### SigloXX
Tras la muerte de Ba Ahmed en 1900, el palacio pasó a ser residencia real. Apenas horas tras su fallecimiento, el sultán Abd al-Aziz ordenó registrar el palacio para hallar objetos valiosos. En 1908, Madani el-Glaoui, hermano de Thami el-Glaoui, se adueñó del palacio y lo usó para entretener a sus invitados extranjeros, incluso añadió una planta superior a algunas zonas del palacio.
En 1912, tras el establecimiento del Protectorado francés de Marruecos, el palacio se convirtió en residencia del residente-general francés en la ciudad. Tras la independencia marroquí, el palacio volvió a ser residencia real para el monarca Mohammed V antes de ser transferido al Ministerio de Cultura de Marruecos por el rey Hassán II, quien quería transformarlo en una atracción turística.
Actualmente el palacio es uno de los monumentos más visitados de Marruecos. El rey de Marruecos a veces lo usa para recepciones reales. El palacio sufrió graves daños durante el terremoto de septiembre de 2023 que sufrió el sur de Marruecos. Fue cerrado al público durante un mes para su restauración.

## Galería

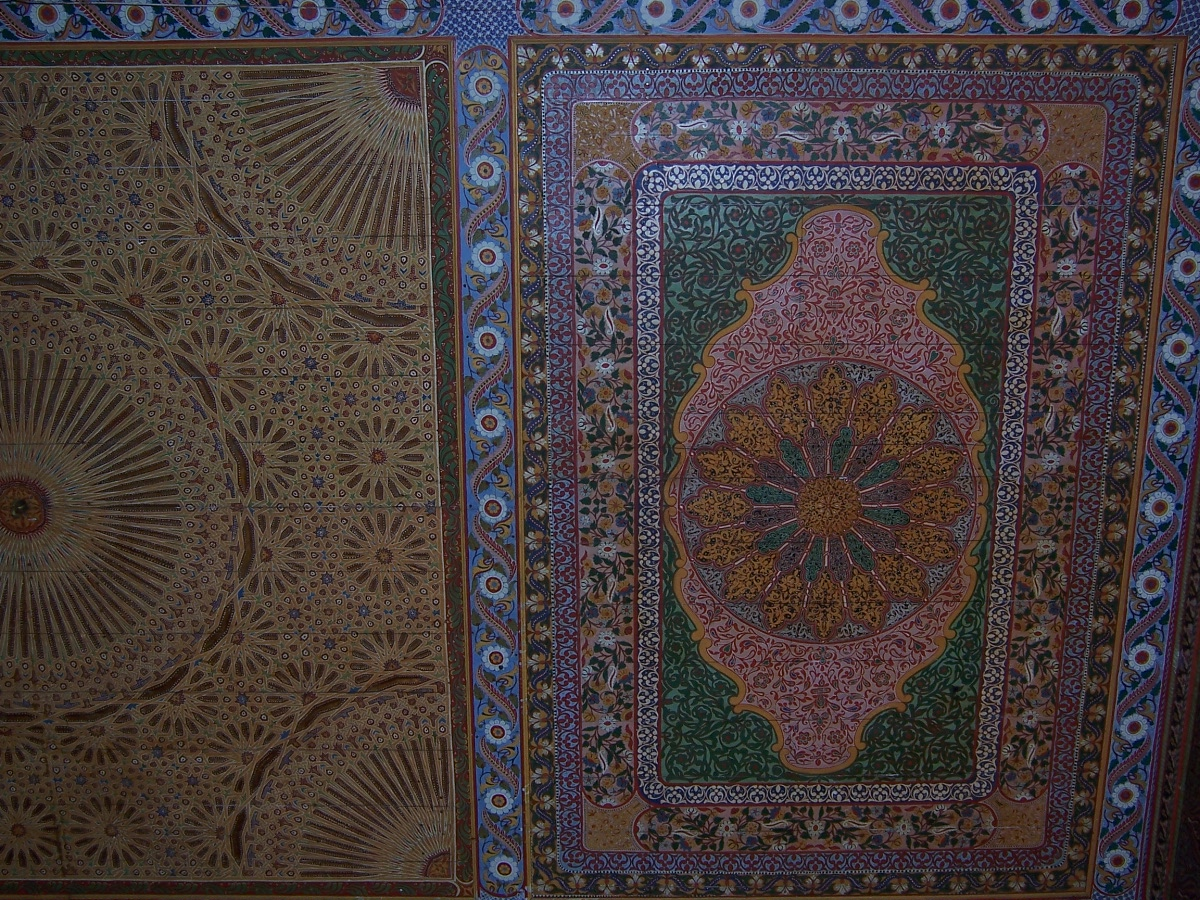
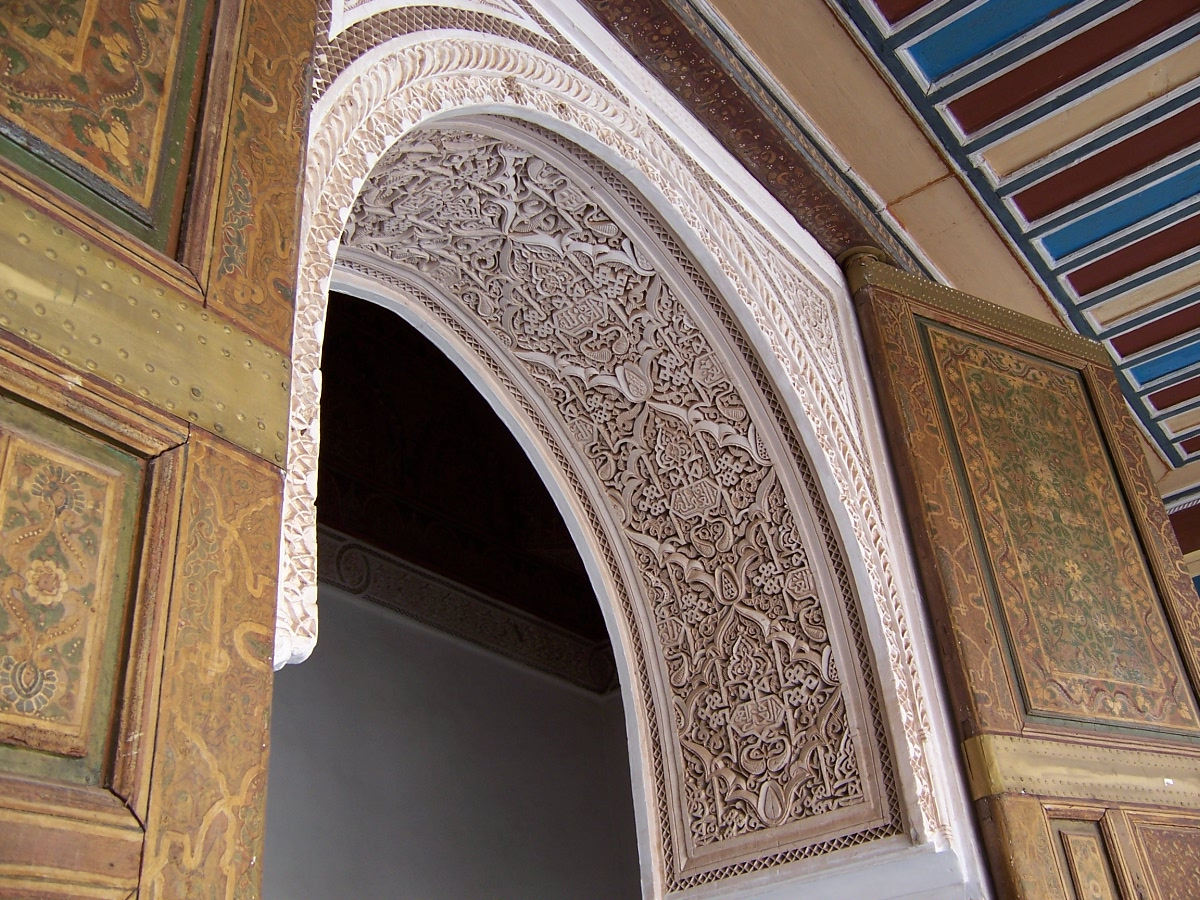
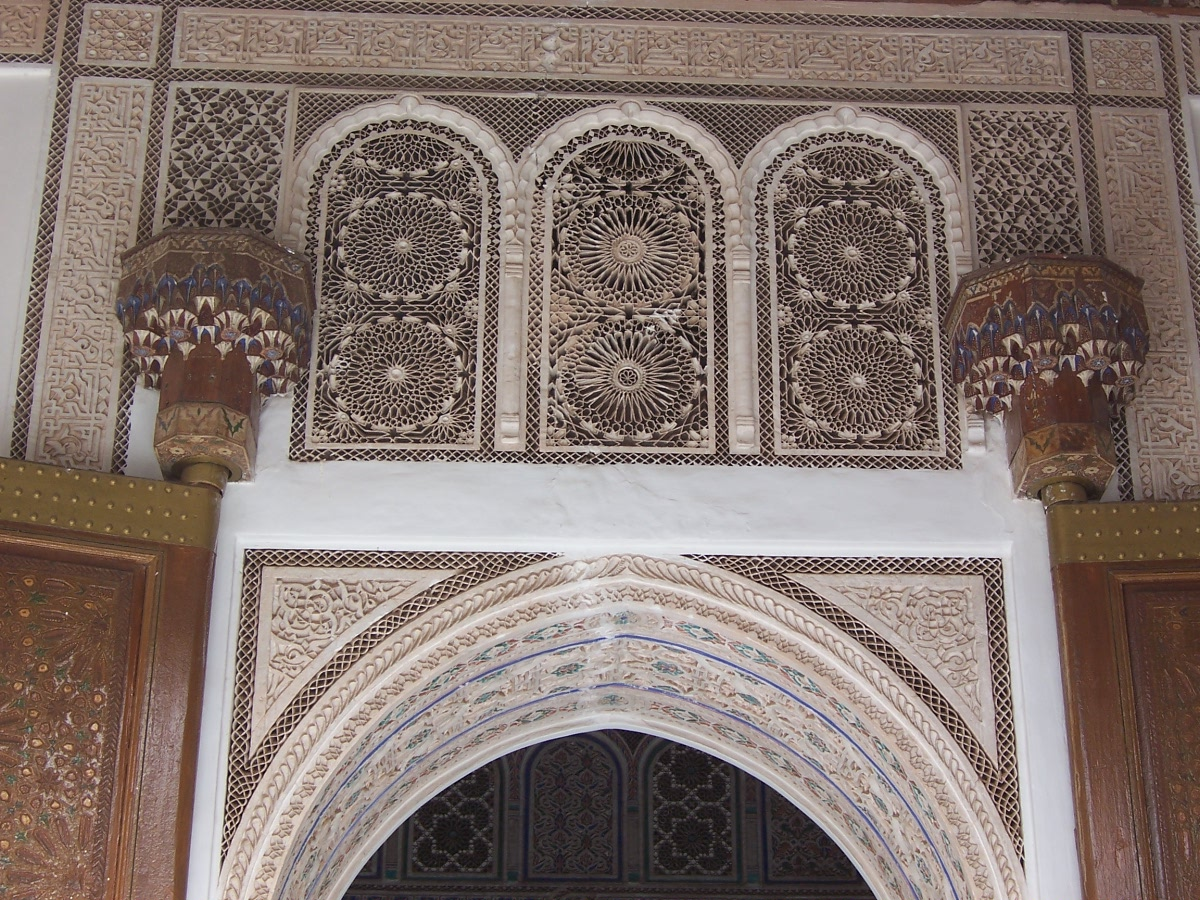
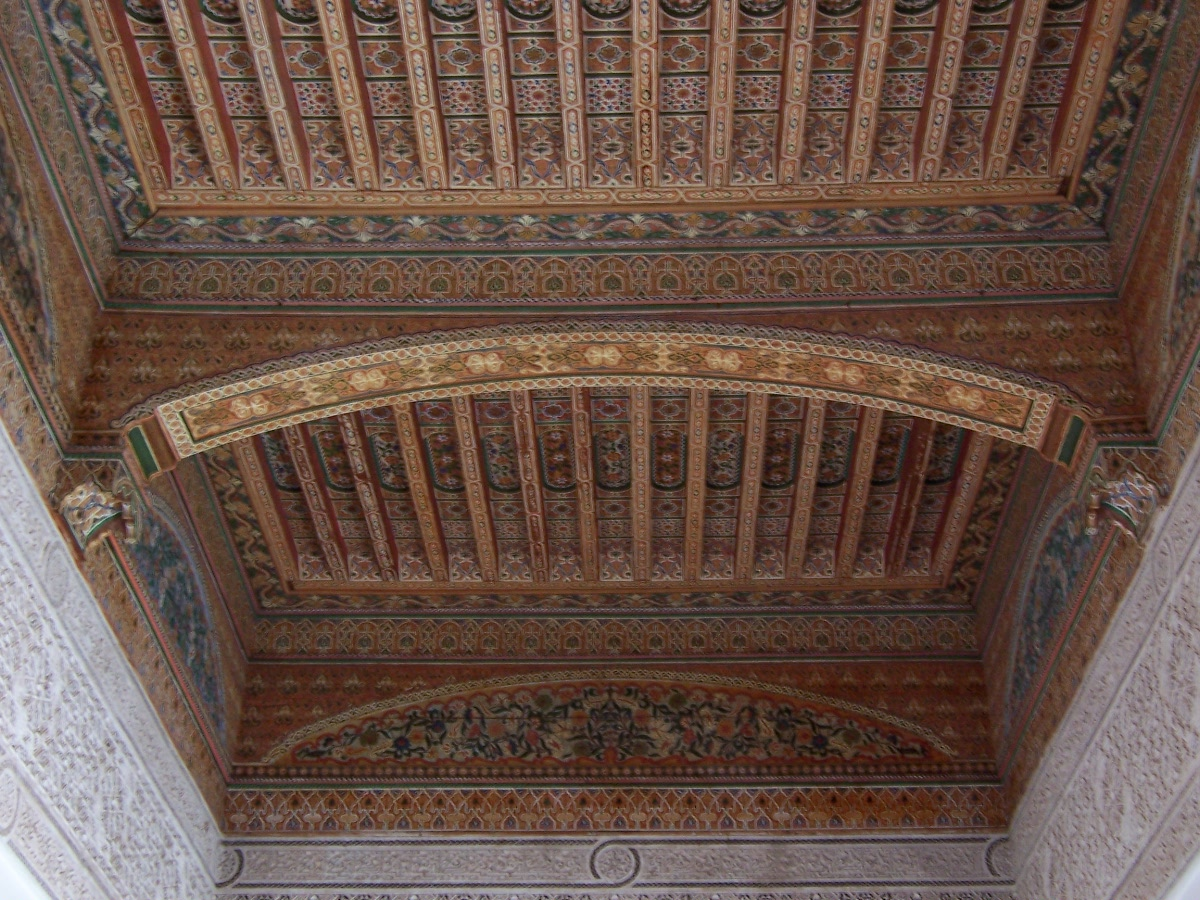